# Skokonoga gazela
Skokonoga gazela (znanstveno ime Antidorcas marsupialis), tudi skočič in pogovorno springbok (iz. afrikanščine) je manjša antilopa, ki živi na zahodnem delu Južne Afrike.
Znana je predvsem po svoji hitrosti in gibčnosti, ki ju s pridom izkorišča za beg pred plenilci v savani; tako lahko v teku doseže hitrost skoraj 90 km/h in skače do 4 metre v dolžino.
Vrstno ime marsupialis ima po drugi svoji značilnosti, namreč žepu podobni kožni gubi na hrbtu. Uporabljajo jo samci pri postavljanju pred tekmeci v obdobju parjenja. Skokonoge gazele med dvorjenjem razkazujejo svojo moč s skakanjem visoko v zrak, ob čemer dvignejo to kožno gubo, ki je znotraj poraščena z dolgimi, bleščeče belimi dlakami. S podobnim vedenjem signalizirajo plenilcu, da so ga opazili, s čimer se izognejo energetsko potratnemu in tveganemu pregonu.

## Etimologija
Domače ime "Skokonoga gazela" izvira iz afrikanskih besed spring ("skok") in bok ("antilopa" ali "koza"); prva zabeležena uporaba imena sega v leto 1775. Znanstveno ime je Antidorcas marsupialis; anti je grško za "nasprotje", in dorcas za "gazela" - kar pomeni, da žival ni gazela. Specifični epitet marsupialis izhaja iz latinskega marsupium ("žep"); nanaša se na žepu podoben kožni zavihek, ki sega vzdolž srednje črte hrbta od repa. Pravzaprav ta fizična lastnost razlikuje skokonogo gazelo od pravih gazel.

## Taksonomija in evolucija
Skokonoga gazela je edini član rodu Antidorcas in je uvrščen v družino Bovidae. Prvič jo je opisal nemški zoolog Eberhard August Wilhelm von Zimmermann leta 1780. Zimmermann je skokonogi gazeli dodelil rod Antilope (indijska antilopa). Leta 1845 je švedski zoolog Carl Jakob Sundevall postavil skokonogo gazelo v Antidorcas, samostojen rod.
Leta 2013 se je Eva Verena Bärmann (z univerze v Cambridgeu) s sodelavci opravila revizijo filogenije plemena Antilopini na podlagi jedrnih in mitohondijskih podatkov. Pokazali so, da skokonoga gazela in gerenuk (Litocranius walleri) tvorita klad s sajgo (Saiga tatarica) kot sestrskim taksonom. Študija je poudarila, da bi se lahko saiga in skokonoga gazela precej razlikovali od ostalih antilopincev; filogenetska študija iz leta 2007 je celo predlagala, da sta obe obliki sestra klade gerenuka. Spodnji kladogram temelji na študiji iz leta 2013.
|  | Gazella                                 |
|  |                                         |
|  | indijska antilopa (Antilope cervicapra) |
|  |                                         |

|  | Nanger   |
|  |          |
|  | Eudorcas |
|  |          |

|  | Gazella                                 |
|  |                                         |
|  | indijska antilopa (Antilope cervicapra) |
|  |                                         |

|  | Nanger   |
|  |          |
|  | Eudorcas |
|  |          |

|  | Skokonoga gazela (Antidorcas marsupialis) |
|  |                                           |
|  | Gerenuk (Litocranius walleri)             |
|  |                                           |

|  | Gazella                                 |
|  |                                         |
|  | indijska antilopa (Antilope cervicapra) |
|  |                                         |

|  | Nanger   |
|  |          |
|  | Eudorcas |
|  |          |

|  | Gazella                                 |
|  |                                         |
|  | indijska antilopa (Antilope cervicapra) |
|  |                                         |

|  | Nanger   |
|  |          |
|  | Eudorcas |
|  |          |

|  | Skokonoga gazela (Antidorcas marsupialis) |
|  |                                           |
|  | Gerenuk (Litocranius walleri)             |
|  |                                           |

|  | Gazella                                 |
|  |                                         |
|  | indijska antilopa (Antilope cervicapra) |
|  |                                         |

|  | Nanger   |
|  |          |
|  | Eudorcas |
|  |          |

|  | Gazella                                 |
|  |                                         |
|  | indijska antilopa (Antilope cervicapra) |
|  |                                         |

|  | Nanger   |
|  |          |
|  | Eudorcas |
|  |          |

|  | Skokonoga gazela (Antidorcas marsupialis) |
|  |                                           |
|  | Gerenuk (Litocranius walleri)             |
|  |                                           |

|  | Gazella                                 |
|  |                                         |
|  | indijska antilopa (Antilope cervicapra) |
|  |                                         |

|  | Nanger   |
|  |          |
|  | Eudorcas |
|  |          |

|  | Gazella                                 |
|  |                                         |
|  | indijska antilopa (Antilope cervicapra) |
|  |                                         |

|  | Nanger   |
|  |          |
|  | Eudorcas |
|  |          |

|  | Skokonoga gazela (Antidorcas marsupialis) |
|  |                                           |
|  | Gerenuk (Litocranius walleri)             |
|  |                                           |

|  | Gazella                                 |
|  |                                         |
|  | indijska antilopa (Antilope cervicapra) |
|  |                                         |

|  | Nanger   |
|  |          |
|  | Eudorcas |
|  |          |

|  | Gazella                                 |
|  |                                         |
|  | indijska antilopa (Antilope cervicapra) |
|  |                                         |

|  | Nanger   |
|  |          |
|  | Eudorcas |
|  |          |

|  | Skokonoga gazela (Antidorcas marsupialis) |
|  |                                           |
|  | Gerenuk (Litocranius walleri)             |
|  |                                           |

|  | Gazella                                 |
|  |                                         |
|  | indijska antilopa (Antilope cervicapra) |
|  |                                         |

|  | Nanger   |
|  |          |
|  | Eudorcas |
|  |          |

|  | Gazella                                 |
|  |                                         |
|  | indijska antilopa (Antilope cervicapra) |
|  |                                         |

|  | Nanger   |
|  |          |
|  | Eudorcas |
|  |          |

|  | Skokonoga gazela (Antidorcas marsupialis) |
|  |                                           |
|  | Gerenuk (Litocranius walleri)             |
|  |                                           |

|  | Gazella                                 |
|  |                                         |
|  | indijska antilopa (Antilope cervicapra) |
|  |                                         |

|  | Nanger   |
|  |          |
|  | Eudorcas |
|  |          |

|  | Gazella                                 |
|  |                                         |
|  | indijska antilopa (Antilope cervicapra) |
|  |                                         |

|  | Nanger   |
|  |          |
|  | Eudorcas |
|  |          |

|  | Skokonoga gazela (Antidorcas marsupialis) |
|  |                                           |
|  | Gerenuk (Litocranius walleri)             |
|  |                                           |

|  | Gazella                                 |
|  |                                         |
|  | indijska antilopa (Antilope cervicapra) |
|  |                                         |

|  | Nanger   |
|  |          |
|  | Eudorcas |
|  |          |

|  | Gazella                                 |
|  |                                         |
|  | indijska antilopa (Antilope cervicapra) |
|  |                                         |

|  | Nanger   |
|  |          |
|  | Eudorcas |
|  |          |

|  | Skokonoga gazela (Antidorcas marsupialis) |
|  |                                           |
|  | Gerenuk (Litocranius walleri)             |
|  |                                           |

Fosili skokonoge gazele so znani iz pliocena; zdi se, da se je antilopa razvila pred približno tremi milijoni let iz gazeli podobnega prednika. Poleg obstoječe oblike so bile ugotovljene tudi tri fosilne vrste Antidorcas in zdi se, da so bile razširjene po Afriki. Dve od teh, A. bondi in A. australis, sta izumrla pred približno 7000 leti (zgodnji holocen). Tretja vrsta, A. recki, je verjetno povzročila obstoječo obliko A. marsupialis v pleistocenu, pred približno 100.000 leti. Poročali so o fosilih iz pliocena, pleistocena in holocena v severni, južni in vzhodni Afriki. Fosili izpred 80 in 100 tisoč let so bili izkopani v jami Herolds Bay (provinca Western Cape, Južna Afrika) in Florisbadu (Svobodna država).
Priznane so tri podvrste:
- A. m. angolensis (Blaine, 1922) – Pojavlja se v Bengueli in Moçâmedesu (jugozahodna Angola).
- A. m. hofmeyri (Thomas, 1926) – Pojavlja se v Bersebi in Great Namaqualandu (jugozahodna Afrika). Njegovo območje leži severno od reke Orange in se razteza od Upingtona in Sandfonteina preko Bocvane do Namibije.
- A. m. marsupialis (Zimmermann, 1780) – Njegov obseg leži južno od reke Orange in se razteza od severovzhodnega Rta dobrega upanja do Free State in Kimberleyja.

## Opis
Skokonoga gazela je vitka antilopa z dolgimi nogami in vratom. Oba spola dosežeta 71–86 cm na rami z dolžino glave in telesa, običajno med 120 in 150 cm. Teža za oba spola se giblje med 27 in 42 kilogrami. Rep, dolg 14 do 28 cm, se konča s kratkim, črnim šopom. Vidne so velike razlike v velikosti in teži podvrst.
Temne črte se raztezajo po belem obrazu, od kotičkov oči do ust. Temna lisa označuje čelo. Pri mladostnikih so črte in obliž svetlo rjave barve. Ušesa, ozka in koničasta, merijo 15–19 cm. Običajno svetlo rjava, ima skokonoga gazela temno rdečkasto rjav pas, ki poteka vodoravno od zgornje sprednje noge do roba zadnjice in ločuje temen hrbet od belega spodnjega dela trebuha. Rep (razen končnega črnega čopa), zadnjica, notranjost nog in zadnjica so beli. Dve drugi sorti – čisto črna in čisto bela oblika – sta umetno ustvarjeni na nekaterih južnoafriških rančih. Čeprav so rojeni z globokim črnim sijajem, so odrasle črne skokonoge gazele v dveh odtenkih čokoladno rjave barve in med zorenjem na obrazu razvijejo belo oznako. Bela skokonoga gazela, kot že ime pove, je pretežno bela s svetlo rjavo črto na bokih. 
- Tipična
- čisto črna
- čisto bela

Koža vzdolž sredine hrbtne strani je prepognjena in prekrita s 15 do 20 cm belimi dlakami, ki jih postavljajo mišice arrector pili (so med lasnimi mešički). Ta bela dlaka je skoraj v celoti skrita z okoliškimi rjavimi dlakami, dokler se guba ne odpre, in to je glavna značilnost, po kateri se ta antilopa razlikuje od gazel. Skokonoga gazela se od gazel razlikuje po več drugih načinih; ima na primer dva premolarja na obeh straneh vsake čeljusti, ne pa tri, ki jih opazimo pri gazelah. To daje skupaj 28 zob, namesto 32 pri gazelah. Druge razlike vključujejo daljši, širši in tog most do nosu in bolj mišičasta lica pri skokonoge gazele ter razlike v strukturi rogov.
Oba spola imata črne rogove, dolge približno 35–50 cm, ki so pri dnu ravni in nato zakrivljeni nazaj. Rogovi imajo na dnu premer 71–83 mm; ta se proti konici oži na 56–65 mm.

## Ekologija in vedenje
Skokonoge gazele so večinoma aktivne ob zori in mraku. Na aktivnost vpliva vreme; lahko se hrani ponoči v vročem vremenu in opoldne v hladnejših mesecih. Počivajo v senci dreves ali grmovja in pogosto ležijo na prostem, ko je vreme hladnejše. Družbena struktura je podobna tisti pri Thomsonovi gazeli. Mešane črede ali haremi imajo približno 3:1 razmerje med spoloma. Opaženi so tudi posamezni samci. V času parjenja samci na splošno tvorijo črede in tavajo v iskanju partnerjev. Samice živijo s svojimi potomci v čredah, ki zelo redko vključujejo dominantne samce. Teritorialni samci zbirajo črede samic, vstopijo na njihova ozemlja in preprečujejo drugim samcem pristop; matere in mladoletniki se lahko zbirajo v jasličnih čredah ločeno od haremskih in samskih čred. Mlade samice po odstavitvi ostanejo pri materah do rojstva naslednjih telet, samci pa se pridružijo samskim skupinam.
Študija budnega vedenja čred je pokazala, da so posamezniki na mejah čred po navadi bolj previdni; budnost se zmanjšuje z velikostjo skupine. Ugotovljeno je bilo, da imata velikost skupine in oddaljenost od cest in grmovja velik vpliv na budnost, bolj med pašnimi kot med njihovimi sorodniki, ki brskajo. Ugotovljeno je bilo, da so odrasli bolj budni kot mladostniki, samci pa bolj pozorni kot samice. Skokonoga gazela, ki gre skozi grmovje, je po navadi bolj ranljiva za napade plenilcev, saj jih ni mogoče zlahka opozoriti, plenilci pa se običajno skrijejo v grmovju. Druga študija je izračunala, da je čas, ki ga preživi v budnosti na robovih čred, približno dvakrat večji kot tisti v središču in na prostem. Ugotovljeno je bilo, da je Skokonoga gazela bolj previdna pozno zjutraj kot ob zori ali popoldan in bolj ponoči kot podnevi. 
Med sezono parjenja si samci vzpostavijo ozemlja, ki obsegajo od 10 do 70 hektarjev, ki jih označijo z uriniranjem in odlaganjem velikih kupov gnoja. Samci se na sosednjih ozemljih pogosto borijo za dostop do samic, kar počnejo tako, da se z rogovi zvijajo in zavijajo drug proti drugemu, prepleteno z napadi z vbadanjem. Samice se sprehajajo po ozemljih različnih samcev. Zunaj parjenja se lahko mešane črede gibljejo od le tri do kar 180 posameznikov, medtem ko črede samcev običajno ne štejejo več kot 50 osebkov. Haremske in breje so veliko manjše, običajno ne vključujejo več kot 10 osebkov.
V preteklosti, ko so velike populacije skokonogih gazel romale po puščavi Kalahari in Karooju, je na milijone selitvenih živali tvorilo na stotine kilometrov dolge črede, ki so lahko trajale več dni, da so šle mimo mesta. Ti množični pohodi, v afrikanščini znani kot trekbokking, so potekali v dolgih sušnih obdobjih. Črede so se po dolgih selitvah lahko učinkovito vračale na svoje ozemlje. Trekbokking še vedno občasno opazimo v Bocvani, čeprav v veliko manjšem obsegu kot prej.
Skokonoga gazela se pogosto poda v napade ponavljajočih se visokih skokov do 2 m v zrak – praksa, znana kot pronking (izpeljano iz afrikanščine pronk, "pokazati se") ali stotting. Pri pronkingu skokonoga gazela izvede večkratne skoke v zrak s trdimi nogami, s sklonjenim hrbtom in dvignjenim belim zavihkom. Ko samec pokaže svojo moč, da bi pritegnil partnerja ali odgnal plenilce, začne s kasom s trdimi nogami, vsakih nekaj korakov skoči v zrak z upognjenim hrbtom in dvigne kožo vzdolž hrbta. Če dvignete kožo, se dolge bele dlake pod repom dvignejo v vidno pahljačasto obliko, ki posledično oddaja močan vonj znoja. Čeprav natančen vzrok za to vedenje ni znan, skokonoga gazela to dejavnost pokaže, ko je živčna ali drugače razburjena. Najbolj sprejeta teorija za pronking je, da je to metoda za vzbujanje alarma proti potencialnemu plenilcu ali njegovo zmedo ali za boljši pogled na skritega plenilca; lahko se uporablja tudi za razkazovanje. Skokonoga gazela so zelo hitra antilopa, ki doseže hitrost 88 km/h. Na splošno jih mesojede živali običajno ignorirajo, razen če se razmnožujejo. Karakali, gepardi, leopardi, lisaste hijene, levi in hijenski psi so njihovi glavni plenilci. Južnoafriške divje mačke, podsedliški šakali, črni orli, afriški orli in roparski orli ciljajo na mladiče. Skokonoge gazele so na splošno tihe živali, čeprav lahko občasno izdajo nizek zvok kot pozdrav in visoko tonsko smrčijo, ko so preplašene.

### Paraziti
Študija iz leta 2012 o učinkih vzorcev padavin in okužb s paraziti na telo skokonoge gazele v narodnem parku Etoša je pokazala, da so bili samci in mladostniki proti koncu deževne sezone boljšega zdravja. Zajedavci so bolj kot padavine prizadeli zdravje samic; število parazitov pri samicah je doseglo vrhunec pred in takoj po porodu. Študije kažejo, da Skokonoga gazela gosti parazitske črve (Haemonchus, Longistrongylus in Trichostrongylus), klope (vrste Rhipicephalus), uši (vrste Damalinia in Linognathus. Vrste Eimeria prizadenejo predvsem mladoletnike.

### Prehrana
Skokonoga gazela so predvsem brskači in lahko občasno preidejo na pašo; prehranjujejo se z grmičevjem in mladimi sukulentami (kot so vrste Lampranthus), preden te orjavijo. Raje imajo trave, kot je Themeda triandra. Skokonoga gazela lahko zadovolji svoje potrebe po vodi s hrano, ki jo jedo in lahko preživi brez pitne vode v sušnem obdobju. V skrajnih primerih celo življenje ne pijejo vode. Skokonoga gazela lahko to doseže z izbiro cvetov, semen in listov grmovja pred zoro, ko so živila najbolj sočna. V krajih, kot je narodni park Etoša, skokonoga gazela išče vodna telesa, kjer so na voljo. Zbira se v vlažni sezoni in se razprši v sušnem obdobju, za razliko od drugih afriških sesalcev.

### Razmnoževanje
Skokonoga gazela se pari skozi vse leto, čeprav je večja verjetnost, da bodo samice vstopile v estrus v deževnem obdobju, ko je hrane več. Samice so sposobne zanositi že pri šestih do sedmih mesecih, medtem ko samci ne dosežejo spolne zrelosti šele v dveh letih; možnost oploditve traja od 5 do 21 dni. Ko se samica približa samcu, samec drži glavo in rep na ravni s tlemi, spusti rogove in z jo glasnim godrnjanjem pritegne. Samec nato urinira in povoha samičin presredek. Če je samica dojemljiva tudi urinira, samec pa naredi flehmen kretnjo in se tapka po nogi, dokler samica ne odide ali mu dovoli parjenje. Kopulacija je sestavljena iz enega samega medeničnega potiska.
Brejost traja pet do šest mesecev, nato pa se skoti en sam teliček (ali redko dvojčka). Večina kotitev se zgodi spomladi (od oktobra do novembra), pred začetkom deževne sezone. Mladič tehta od 3,8 do 5 kg; samica svoje tele skriva v zavetju, medtem ko je odsotna. Mati in tele se ponovno pridružita čredi približno tri do štiri tedne po kotitvi; mladiče odstavijo pri petih ali šestih mesecih. Ko samica ponovno koti, jo prejšnji potomec, ki je zdaj star 6 do 12 mesecev, zapusti, da bi se pridružil čredam odraslih. Tako se samica lahko teli dvakrat na leto in celo trikrat, če eno tele pogine. Skokonoga gazela v divjini živi do 10 let.

## Razširjenost in habitat
Skokonoga gazela naseljuje suha območja južne in jugozahodne Afrike. Njihov obseg sega od severozahodne Južne Afrike preko puščave Kalahari do Namibije in Bocvane. Transvaal označuje vzhodno mejo območja, od koder se razteza proti zahodu do Atlantika in proti severu do južne Angole in Bocvane. V Bocvani se večinoma pojavljajo v puščavi Kalahari v jugozahodnem in osrednjem delu države. Razširjene so po Namibiji in obsežnih traviščih Svobodne države ter grmovju Karooja v Južni Afriki; vendar so omejene na puščavo Namib v Angoli.
Zgodovinsko območje izvira se je raztezalo po suhih traviščih in grmovju jugozahodne in južne Afrike; skokonoga gazela se je občasno selila v južne dele območja. Te selitve so dandanes redko vidne, vendar je še vedno mogoče opaziti sezonske kongregacije na prednostnih območjih kratke vegetacije, kot je puščava Kalahari.

## Grožnje in zaščita
Skokonoga gazela je bila na Rdečem seznamu IUCN uvrščen kot najmanj zaskrbljujočo. Večje grožnje za dolgoročno preživetje vrste niso znane. Je ena redkih vrst antilop s pozitivnim trendom populacije.
Skokonoga gazela se pojavlja na več zaščitenih območjih v njihovem območju: Makgadikgadi in Nxai National Park (Bocvana); čezmejni park Kgalagadi med Bocvano in Južno Afriko; Narodni park Etoša in park Namib-Naukluft (Namibija); Narodna parka Mokala in Karoo ter številni pokrajinski rezervati v Južni Afriki. Leta 1999 je Rod East iz IUCN SSC Antilope Specialist Group ocenil populacijo skokonogih gazel v Južni Afriki na več kot 670.000, pri čemer je opozoril, da je morda podcenjena. Vendar pa ocene za Namibijo, Angolo, Bocvano, Transvaal, Karoo in Svobodno državo (ki so dale skupno oceno populacije skoraj 2.000.000 – 2.500.000 živali v južni Afriki) se popolnoma ne strinjajo z Eastovo oceno. Skokonoge gazele so pod aktivnim upravljanjem na več zasebnih zemljiščih. Majhne populacije so bile vnesene v zasebna zemljišča in provincialna območja KwaZulu-Natal.

## Odnos z ljudmi
Skokonoge gazele lovijo kot divjad po vsej Namibiji, Bocvani in Južni Afriki zaradi njihove privlačne dlake; zaradi velikega števila in enostavnosti, s katero jih je mogoče podpirati na kmetijskih zemljiščih, so običajna lovska tarča. Izvoz kož, predvsem iz Namibije in Južne Afrike, je v razcvetu industrije; te kože služijo kot taksidermijski modeli. Meso je cenjena hrana in je na voljo v južnoafriških supermarketih. Od leta 2011 skokonoga gazela, pasana in veliki kudu skupaj predstavljajo približno dve tretjini proizvodnje mesa divjadi z namibijskih kmetijskih zemljišč; skoraj 90 ton mesa se izvozi  na čezmorske trge.
Je bila nacionalni simbol Južne Afrike od vladavine bele manjšine v 20. stoletju. Kot vzdevek ali maskoto ga je sprejelo več južnoafriških športnih ekip, najbolj znana pa je bila nacionalna reprezentanca ragbija. Skokonoga gazela je nacionalna žival Južne Afrike. Tudi po padcu apartheida je Nelson Mandela posredoval, da bi ohranil ime živali za spravo ljubiteljev ragbija, med katerimi je bila večina belcev. Gazela je prikazana na hrbtni strani južnoafriškega kovanca Krugerrand.
Značka za kapo The Royal Canadian Dragoons je od leta 1913 vsebovala skokonogo gazelo, kar pomeni, da je enota sodelovala v drugi burski vojni.